# Deinosis
Deinosis (van Oudgrieks δεινός, verschrikkelijk) is een stijlfiguur waarbij iets of iemand op een zeer overdreven manier in een kwaad daglicht wordt gesteld.

## Uitleg
Deze stijlfiguur wordt besproken in Aristoteles' boek Retorica, deel II, 18-4, hoewel hij het woord deinosis (δείνωσις) zelf niet noemt. In de klassieke oudheid werd deze stijlfiguur gebruikt door redenaars maar ook in de rechtspraak om de tegenpartij zo ongunstig mogelijk voor te stellen. Het doel van zo'n retorische kunstgreep was het uitlokken van boosheid en minachting door de andere partij.
Tegenwoordig geldt de stijlfiguur meer algemeen als een overdrijving in het negatieve.

## Voorbeelden
1. Dat hij in de keuken staat - hij kan nog niet eens thee zetten, omdat 'ie bang is dat het water in brand vliegt.
2. Het was hét merk van mijn ouders. Mij niet gezien. Alles wat we daarvan kochten was binnen een half jaar kaduuk.